# 新報 (新加坡)
《新報》（英語：The New Paper） 是新加坡的一份報紙。該報最初以小報格式出版，作為一份「午間報」供中午時段閱讀。自2016年起，《新報》轉型為免費晨報，每天早上7點起發行。2021年12月，《新報》正式停止紙本印刷，全面改為純數位發行。

## 歷史
《新報》由新加坡報業控股創立，於1988年7月26日首次出版。根據新加坡報業控股的數據，2010年8月的平均日發行量為101,600份。
1991年，《新報》主辦了“新報健走大會”（英語：The New Paper Big Walk），這是一項大型群眾健走活動，之後成為新加坡的年度盛事。2000年5月21日，該活動創下77,500人參與的世界紀錄，獲得金氏世界紀錄認證，成為「全球最大規模健走活動」。
《新報》曾在每週一與週四推出午間版，針對清晨印刷版無法涵蓋的深夜足球賽事（例如歐洲冠軍聯賽或英超）提供特別報導。在成為免費報紙之前，《新報》是新加坡第二大付費英語報紙。
該報以體育新聞報導見長，特別著重於足球賽事。其中體育記者Iain Macintosh曾於2010年在Soccerlens.com舉辦的最佳足球記者票選中獲得季軍。
1993年6月15日，《新報》與Lityan Systems合作推出一款「一鍵錄影節目設置器」，讓讀者可輸入報紙電視節目指南中列出的四位數代碼進行錄影設定，產品售價為125新元。
2009年5月，原為月刊的《FiRST》雜誌與《新報》合併，轉型為每週隨報附送的娛樂副刊。
《新報》常被拿來與另一本小報《今日报》相比，但兩者定位略有不同。《今日报》主要與《海峽時報》競爭，而《新報》則強調更具視覺衝擊力的小報風格，採用聳動標題，聚焦本地人物故事、娛樂、時尚與體育內容，國際新聞則較少。
儘管如此，根據新加坡報業控股的說法，《新報》以提供「獨到視角的新聞」為特色，並自詡為一份「有型、有感、好讀，同時也能處理複雜議題」的報紙。
報紙在轉型為免費報前，日均銷量已降至6萬份，這一數字由新加坡報業控股英巫淡媒體集團總編輯华仁·费南德斯（英語：Warren Fernandez）所提供。
2016年10月17日，新加坡報業控股宣布裁員10%，並於同年12月1日將《我報》與《新報》合併，推出全新免費晨報版《新報》。此新版本目標日發行量為30萬份，與當時唯一其他免費英語報《今日报》持平。
2021年12月10日，《新報》正式停止紙本發行，全面轉型為純數位平台